# Stanisławowo (powiat legionowski)
Stanisławowo – wieś sołecka w Polsce położona w województwie mazowieckim, w powiecie legionowskim, w gminie Serock.
W latach 1975–1998 miejscowość należała administracyjnie do województwa warszawskiego.